# Газинський Юрій Олександрович
Юрій Газинський (рос. Юрий Газинский, нар. 20 липня 1989, Комсомольськ-на-Амурі, СРСР) — російський футболіст, півзахисник клубу «Урал» та національної збірної Росії.
З 15 квітня 2023 року перебуває під санкціями РНБО, строком на п'ятдесят років, за антиукраїнську діяльність.

## Клубна кар'єра
Народився 20 липня 1989 року в місті Комсомольськ-на-Амурі. Розпочав займатися футболом в шестирічному віці в рідному місті Комсомольськ-на-Амурі. У серпні 2007 року дебютував у складі місцевого клубу «Зміна» у Другому дивізіоні. Влітку 2010 року перейшов в «Промінь-Енергію». Після вильоту команди у Другий дивізіон, поповнив склад московського «Торпедо», за яке виступав протягом усього сезону 2012/13 років. 31 травня 2013 року «Краснодар» оголосив про підписання трирічного контракту з гравцем. 17 липня 2014 року дебютував у Лізі Європи в матчі проти естонського клубу «Калева» з Сілламяе (4:0), зумівши відзначитися забитим м'ячем. Наразі встиг відіграти за краснодарську команду 100 матчів в національному чемпіонаті.

## Виступи за збірну
У серпні 2015 року викликався до табору національної збірної Росії для підготовки до матчів кваліфікації Чемпіонат Європи 2016 року проти Швеції та Ліхтенштейну. 31 серпня 2016 дебютував у збірній Росії, вийшовши на заміну в товариському матчі проти збірної Туреччини. Наразі провів у формі головної команди країни 5 матчів.
У складі збірної був учасником розіграшу Кубка конфедерацій 2017 року у Росії, де, утім, на поле не виходив.
На початку червня 2018 року був включений до заявки збірної Росії також на домашній для неї тогорічний чемпіонат світу.

## Статистика виступів

### Клубна
Станом на 21 травня 2017 року
| Сезон             | Клуб              | Ліга              | Ліга  | Ліга | Кубок | Кубок | Континентальні | Континентальні | Інші  | Інші | Загалом | Загалом | Загалом |
| Сезон             | Клуб              | Ліга              | Матчі | Голи | Матчі | Голи  | Матчі          | Голи           | Матчі | Голи | Матчі   | Голи    |         |
| ----------------- | ----------------- | ----------------- | ----- | ---- | ----- | ----- | -------------- | -------------- | ----- | ---- | ------- | ------- | ------- |
| 2010              | Промінь-Енергія   | ФНЛ               | 14    | 1    | 0     | 0     | -              | -              | -     | -    | 14      | 1       |         |
| 2011–12           | Промінь-Енергія   | ФНЛ               | 37    | 2    | 3     | 0     | -              | -              | -     | -    | 40      | 2       |         |
| 2012–13           | Торпедо (Москва)  | ФНЛ               | 29    | 3    | 1     | 0     | -              | -              | -     | -    | 30      | 3       |         |
| 2013–14           | Краснодар         | RPL               | 29    | 1    | 4     | 0     | -              | -              | -     | -    | 33      | 1       |         |
| 2014–15           | Краснодар         | RPL               | 21    | 0    | 2     | 0     | 11             | 1              | -     | -    | 34      | 1       |         |
| 2015–16           | Краснодар         | RPL               | 21    | 0    | 3     | 0     | 10             | 1              | -     | -    | 34      | 1       |         |
| 2016–17           | Краснодар         | RPL               | 29    | 2    | 3     | 0     | 12             | 0              | -     | -    | 44      | 2       |         |
| Загалом           | Росія             | Росія             | 180   | 9    | 16    | 0     | 33             | 2              | 0     | 0    | 229     | 11      |         |
| Усього за кар'єру | Усього за кар'єру | Усього за кар'єру | 180   | 9    | 16    | 0     | 33             | 2              | 0     | 0    | 229     | 11      |         |

### Матчі за збірну
Станом на 24 травня 2018
| Росія             | Рік               | Кваліфікація ЧС | Кваліфікація ЧС | Фінальні матчі ЧС | Фінальні матчі ЧС | Кваліфікація Євро | Кваліфікація Євро | Фінальні матчі Євро | Фінальні матчі Євро | Товариські матч | Товариські матч | Загалом | Загалом |
| Росія             | Рік               | Матчі           | Голи            | Матчі             | Голи              | Матчі             | Голи              | Матчі               | Голи                | Матчі           | Голи            | Матчі   | Голи    |
| ----------------- | ----------------- | --------------- | --------------- | ----------------- | ----------------- | ----------------- | ----------------- | ------------------- | ------------------- | --------------- | --------------- | ------- | ------- |
| Росія             | 2016              | 0               | 0               | 0                 | 0                 | 0                 | 0                 | 0                   | 0                   | 4               | 0               | 4       | 0       |
| Росія             | 2017              | 0               | 0               | 0                 | 0                 | 0                 | 0                 | 0                   | 0                   | 1               | 0               | 1       | 0       |
| Усього за кар'єру | Усього за кар'єру | 0               | 0               | 0                 | 0                 | 0                 | 0                 | 0                   | 0                   | 5               | 0               | 5       | 0       |

| Матчі й голи Юрія Газинського за збірну Росії | Матчі й голи Юрія Газинського за збірну Росії | Матчі й голи Юрія Газинського за збірну Росії | Матчі й голи Юрія Газинського за збірну Росії | Матчі й голи Юрія Газинського за збірну Росії | Матчі й голи Юрія Газинського за збірну Росії | Матчі й голи Юрія Газинського за збірну Росії |
| №                                             | Дата                                          | Суперник                                      | Рахунок                                       | Голи Газинського                              | Турнір                                        |                                               |
| --------------------------------------------- | --------------------------------------------- | --------------------------------------------- | --------------------------------------------- | --------------------------------------------- | --------------------------------------------- | --------------------------------------------- |
| 1                                             | 31 серпня 2016                                | Туреччина                                     | 0:0                                           | -                                             | Товариський матч                              |                                               |
| 2                                             | 6 вересня 2016                                | Гана                                          | 1:0                                           | -                                             | Товариський матч                              |                                               |
| 3                                             | 9 жовтня 2016                                 | Коста-Рика                                    | 3:4                                           | -                                             | Товариський матч                              |                                               |
| 4                                             | 10 листопада 2016                             | Катар                                         | 1:2                                           | -                                             | Товариський матч                              |                                               |
| 5                                             | 24 березня 2017                               | Кот-д'Івуар                                   | 0:2                                           | -                                             | Товариський матч                              |                                               |

Загалом в офіційних матчів: 5 матчів; 1 перемога, 1 нічия, 3 поразки.

## Титули і досягнення
- Чемпіон Росії (1):

«Краснодар»: 2024-25